# Пенбрук (Пенсільванія)
Пенбрук (англ. Penbrook) — місто (англ. borough) в США, в окрузі Дофін штату Пенсільванія. Населення — 3274 особи (2020).

## Географія
Пенбрук розташований за координатами 40°16′41″ пн. ш. 76°50′54″ зх. д. / 40.27806° пн. ш. 76.84833° зх. д. (40.278008, -76.848330).  За даними Бюро перепису населення США в 2010 році місто мало площу 1,16 км², уся площа — суходіл.

## Демографія
Згідно з переписом 2010 року, у селищі мешкало 3008 осіб у 1278 домогосподарствах у складі 718 родин. Густота населення становила 2600 осіб/км².  Було 1393 помешкання (1204/км²).
Расовий склад населення:
| - 57,1 % — білих - 29,0 % — чорних або афроамериканців - 2,9 % — азіатів - 0,4 % — корінних американців - 3,3 % — осіб інших рас |

До двох чи більше рас належало 7,2 %. Частка іспаномовних становила 9,5 % від усіх жителів.
За віковим діапазоном населення розподілялося таким чином: 25,8 % — особи молодші 18 років, 65,6 % — особи у віці 18—64 років, 8,6 % — особи у віці 65 років та старші. Медіана віку мешканця становила 35,1 року. На 100 осіб жіночої статі у селищі припадало 91,7 чоловіків;  на 100 жінок у віці від 18 років та старших — 90,0 чоловіків також старших 18 років.
Середній дохід на одне домашнє господарство  становив 47 586 доларів США (медіана — 40 202), а середній дохід на одну сім'ю — 51 699 доларів (медіана — 49 750). Медіана доходів становила 33 558 доларів для чоловіків та 29 531 долар для жінок. За межею бідності перебувало 27,6 % осіб, у тому числі 43,0 % дітей у віці до 18 років та 3,3 % осіб у віці 65 років та старших.
Цивільне працевлаштоване населення становило 1418 осіб. Основні галузі зайнятості: роздрібна торгівля — 20,9 %, освіта, охорона здоров'я та соціальна допомога — 19,5 %, публічна адміністрація — 8,7 %, мистецтво, розваги та відпочинок — 8,7 %.